# SB-699551
SB-699551 é o primeiro fármaco desenvolvido para atuar especificamente como um antagonista seletivo do receptor de serotonina 5-HT5A, com seletividade cerca de 100 vezes superior em comparação a outros subtipos dos receptores de serotonina. Vários papéis terapêuticos foram sugeridos para ligantes do 5-HT5A devido à presença deste em várias regiões do cérebro, mas as pesquisas ainda estão em estágio inicial. Estudos em animais sugerem que o SB-699551 bloqueia os efeitos mediados pelo LSD, indicando um possível ação antipsicótica. Também reduziu a viabilidade de certos tipos de células de cancro in vitro, de modo que pode ser um possível composto para novos medicamentos quimioterápicos.